# 1981-es magyar atlétikai bajnokság
Az 1981-es magyar atlétikai bajnokság a 86. bajnokság volt. A női ötpróba helyét a hétpróba vette át. Három férfi és két női számmal megkezdődtek a téli dobóbajnokságok.

## Helyszínek
- Téli dobóbajnokság: február 14–15., Népstadion edzőpálya
- mezei bajnokság: március 29., Dunakeszi, lóversenypálya
- 50 km-es gyaloglás: május 17., Békéscsaba
- maraton: május 30., Szeged, Széchenyi tér – Ferencszállás – Szeged, Széchenyi tér
- összetett bajnokság: június 27–28., Népstadion
- 20 km-es gyaloglás: augusztus 2., Szolnok, Tiszaliget
- pályabajnokság: augusztus 7–9., Népstadion
- váltóbajnokság: szeptember 19–20., Újpesti Dózsa pálya, Szilágy u.

## Eredmények

### Férfiak
| Versenyszám            | Arany                                                                    | Arany    | Ezüst                                                                     | Ezüst    | Bronz                                                                      | Bronz    |
| ---------------------- | ------------------------------------------------------------------------ | -------- | ------------------------------------------------------------------------- | -------- | -------------------------------------------------------------------------- | -------- |
| 100 m                  | Kovács Attila Szekszárdi Dózsa                                           | 10,54    | Nagy István Hevesi SE                                                     | 10,57    | Kiss Ferenc Csepel SC                                                      | 10,58    |
| 200 m                  | Kiss Ferenc Csepel SC                                                    | 21,21    | Nagy István Hevesi SE                                                     | 21,29    | Kovács Attila Szekszárdi Dózsa                                             | 21,36    |
| 400 m                  | Újhelyi Sándor Újpesti Dózsa                                             | 46,83    | Vasvári Sándor Nyíregyházi VSSC                                           | 47,69    | Balogh László MAFC                                                         | 48,51    |
| 800 m                  | Bereczki József Miskolci VSC                                             | 1:48,75  | Szabó Zsolt Diósgyőri VTK                                                 | 1:48,90  | Deák Nagy Imre Ferencvárosi TC                                             | 1:49,18  |
| 1500 m                 | Deák Nagy Imre Ferencvárosi TC                                           | 3:41,08  | Tóth László Bp. Honvéd                                                    | 3:41,61  | Bereczki József Miskolci VSC                                               | 3:43,67  |
| 5000 m                 | Májer József Nyíregyházi VSSC                                            | 14:06,74 | Horváth Béla Ferencvárosi TC                                              | 14:09,05 | Kozma Attila Bp. Építők                                                    | 14:10,73 |
| 10 000 m               | Kerékjártó István Újpesti Dózsa                                          | 29:35,93 | Fancsali András Újpesti Dózsa                                             | 29:37,64 | Szekeres Ferenc Csepel SC                                                  | 29:40,06 |
| 4 × 100 m              | Mészáros László Bagyura Nándor Tremmel László Tatár István Bp. Honvéd    | 41,04    | Csordás István Bagyura József Telegdy Gyula Menczer Gusztáv Bp. Spartacus | 41,31    | Knyazoviczky András Bakos György Újhelyi Sándor Kovács János Újpesti Dózsa | 41,33    |
| 4 × 200 m              | Mészáros László Szétag László Tatár István Bagyura Nándor Bp. Honvéd     | 1:25,8   | Csordás István Telegdy Gyula Bagyura József Menczer Gusztáv Bp. Spartacus | 1:26,9   | Babály László Nagy Miklós Nagy Tibor Bodó Béla Debreceni MVSC              | 1:26,9   |
| 4 × 400 m              | Nagy Tibor Lovas Miklós Nagy Miklós Babály László Debreceni Miskolci VSC | 3:12,78  | Bakos György Ötvös Imre Knyazoviczky András Újhelyi Sándor Újpesti Dózsa  | 3:12,81  | Kovács Gyula Pózner Béla Bojtor Gyula Vasvári Sándor Nyíregyházi VSSC      | 3:13,40  |
| 4 × 800 m              | Zöld László Laposa Ferenc Liczul János Szalai István Tatabányai Bányász  | 7:23,0   | Halász Géza Mallár Zsolt Császár György Kovács Attila Videoton            | 7:29,4   | Vasvári Sándor Gyarmati Mihály Pózner Béla Szász László Nyíregyházi VSSC   | 7:29,8   |
| 4 × 1500 m             | Liczul János Laposa Ferenc Szalai István Zöld László Tatabányai Bányász  | 15:23,8  | Búzás Csaba Gyarmati Mihály Májer József Szász László Nyíregyházi VSSC    | 15:24,0  | Kozma Attila Hrenek János Zemen János Golács Miklós Bp. Építők             | 15:24,1  |
| 110 m gát              | Bakos György Újpesti Dózsa                                               | 14,18    | Bodó Béla Debreceni MVSC                                                  | 14,40    | Bősz Imre Bakony Vegyész                                                   | 14,46    |
| 400 m gát              | Simon Balla István Dunaújvárosi Kohász                                   | 51,28    | Takács József Diósgyőri VTK                                               | 51,74    | Paulinyi Péter Gödöllői EAC                                                | 51,82    |
| 3000 m akadály         | Szénégető István Kazincbarcikai Vegyész                                  | 8:44:85  | Brenner Pál Ferencvárosi TC                                               | 8:46,53  | Balogh Gyula Szekszárdi Dózsa                                              | 8:48,03  |
| 20 km gyaloglás        | Szálas János Bp. Honvéd                                                  | 1:30:16  | Sátor László Bp. Honvéd                                                   | 1:30,16  | Domján Miklós Haladás                                                      | 1:33,46  |
| 50 km gyaloglás        | Sátor László Bp. Honvéd                                                  | 4:06:18  | Domján Miklós Haladás                                                     | 4:08:01  | Dalmati János Bp. Honvéd                                                   | 4:14:16  |
| magasugrás             | Széles István Újpesti Dózsa                                              | 220 cm   | Gerstenbrein Tibor Csepel SC                                              | 217 cm   | Major István Volán SC                                                      | 217 cm   |
| távolugrás             | Szalma László Bp. Vasas                                                  | 782 cm   | Katona Gábor Bp. Honvéd                                                   | 765 cm   | Kövesi Tibor Csepel SC                                                     | 763 cm   |
| hármasugrás            | Bakosi Béla Nyíregyházi VSSC                                             | 16,79 m  | Kiss Tibor Rákóczi                                                        | 16,03 m  | Gábossy Árpád TFSE                                                         | 15,76 m  |
| rúdugrás               | Fülöp László Bp. Honvéd                                                  | 530 cm   | Makó Ernő Bp. Spartacus                                                   | 520 cm   | Franke László Bp. Honvéd                                                   | 510 cm   |
| súlylökés              | Kácsor István Újpesti Dózsa                                              | 18,37 m  | Várkonyi Gábor MTK-VM                                                     | 17,79 m  | Gajdán László MTK-VM                                                       | 17,68 m  |
| diszkoszvetés          | Szegletes Ferenc Bp. Építők                                              | 59,36 m  | Csiszár Ferenc Gödöllői EAC                                               | 58,10 m  | Fejér Géza Volán SC                                                        | 57,62 m  |
| gerelyhajítás          | Németh Miklós Bp. Vasas                                                  | 83,16 m  | Boros Sándor Újpesti Dózsa                                                | 79,38 m  | Paragi Ferenc Csepel SC                                                    | 77,64 m  |
| kalapácsvetés          | Tamás Gábor Gödöllői EAC                                                 | 73,00 m  | Tánczi Tibor Haladás                                                      | 71,84 m  | Szitás Imre Haladás                                                        | 69,42 m  |
| tízpróba               | Kiss Árpád Újpesti Dózsa                                                 | 7643     | Adamik Zoltán KSC                                                         | 7577     | Hoffer József Tatabányai Bányász                                           | 7331     |
| maraton                | Szekeres Ferenc Csepel SC                                                | 2:19:56  | Szekeres János Bp. Építők                                                 | 2:24:37  | Fancsali András Újpesti Dózsa                                              | 2:25:10  |
| kis mezei futás        | K. Szabó Gábor Debreceni MVSC                                            | 17:24,7  | Balogh Gyula Szekszárdi Dózsa                                             | 17:34,6  | Orosz József Kazincbarcikai Vegyész                                        | 17:39,8  |
| mezei futás            | Kerékjártó István Újpesti Dózsa                                          | 35:53,6  | Kiss Zoltán Volán SC                                                      | 35:56,2  | Kocsis Zoltán Diósgyőri VTK                                                | 36:18,0  |
| csapat 20 km gyaloglás | Szálas János Sátor László Dalmati János Bp. Honvéd                       | 4:40:05  | Nagy Zsolt Kollár István Veréb Rudolf Diósgyőri VTK                       | 5:01:14  | Andrásfai Endre Hudi Rudolf Éder Ferenc Bp. Postás                         | 5:03:43  |
| csapat 50 km gyaloglás | Danovszky Ferenc Szálas Menyhért Jung András Bp. Építők                  | 13:28:55 | Kéri Ferenc Sipos István Ványa József Szegedi VSE                         | 13:44:38 | Éder Ferenc Hudi Rudolf Simon Endre Bp. Postás                             | 14:03:07 |
| csapat maraton         | Varga Miklós Borka Gyula Pfeffer Ottó Bp. Volán                          | 7:17:32  | Szekeres János Fülöp József Kasnyik János Bp. Építők                      | 7:43:03  | Fülöp József Joó Vilmos Jenkei András Bp. Vasas                            | 8:09:34  |
| csapat kis mezei futás | Orosz József Szénégető István Fekete Sándor Kazincbarcikai Vegyész       | 21       | Horváth Béla Deák Nagy Imre Mózes András Ferencvárosi TC                  | 41       | Török János Bikszádi György Kónya Attila Volán SC                          | 56       |
| csapat mezei futás     | Kiss Zoltán Pfeffer Ottó Varga Miklós Bp. Volán SC                       | 32       | Kerékjártó István Fancsali András Fenesi József Újpesti Dózsa             | 42       | Kocsis László Lezák Csaba Érsek Zoltán Diósgyőri VTK                       | 46       |

### Nők
| Versenyszám        | Arany                                                                        | Arany   | Ezüst                                                                      | Ezüst   | Bronz                                                                      | Bronz   |
| ------------------ | ---------------------------------------------------------------------------- | ------- | -------------------------------------------------------------------------- | ------- | -------------------------------------------------------------------------- | ------- |
| 100 m              | Orosz Irén Újpesti Dózsa                                                     | 11,75   | Juhász Erzsébet Szolnoki MÁV MTE                                           | 11,90   | Hrács Piroska Nyíregyházi VSSC                                             | 11,94   |
| 200 m              | Orosz Irén Újpesti Dózsa                                                     | 23,66   | Juhász Erzsébet Szolnoki MÁV MTE                                           | 24,03   | Hrács Piroska Nyíregyházi VSSC                                             | 24,17   |
| 400 m              | Petrika Ibolya Nyíregyházi VSSC                                              | 52,80   | Forgács Judit TFSE                                                         | 53,13   | Váczi Éva Csepel SC                                                        | 54,15   |
| 800 m              | Wéninger Katalin Tatabányai Bányász                                          | 2:01,69 | Váczi Éva Csepel SC                                                        | 2:02,45 | Péley Bernadett Pécsi MSC                                                  | 2:02,79 |
| 1500 m             | Wéninger Katalin Tatabányai Bányász                                          | 4:11,79 | Horváth Janka Haladás                                                      | 4:13,27 | Jakab Erzsébet Győri Dózsa                                                 | 4:13,66 |
| 3000 m             | Jankó Ilona Szombathelyi TK                                                  | 9:21,32 | Péley Bernadett Pécsi MSC                                                  | 9:22,78 | Jadán Ilona Ózdi Kohász                                                    | 9:25,88 |
| 4 × 100 m          | Daku Mónika Petrika Ibolya Petrika Erzsébet Hrács Piroska Nyíregyházi VSSC   | 46,31   | Sehr Erika Gyovai Gertrud Kósa Erika Orosz Irén Újpesti Dózsa              | 46,32   | Gyöngy Ibolya Juhász Erzsébet Sándor Erika Szekeres Judit Szolnoki MÁV MTE | 46,92   |
| 4 × 200 m          | Fazekas Ilona Petrika Erzsébet Petrika Ibolya Hrács Piroska Nyíregyházi VSSC | 1:38,7  | Váczi Éva Czene Zsuzsa Kakukk Péter Olga Csepel SC                         | 1:42,5  | Bangó Éva Horváth Janka Séfer Rozália Sárfi Noémi Haladás                  | 1:43,8  |
| 4 × 400 m          | Petróczi Ágnes Szabó Erzsébet Kósa Erika Szopori Erika SZEOL AK              | 3:44,89 | Juhász Erzsébet Gyöngy Ibolya Szekeres Judit Sándor Erika Szolnoki MÁV MTE | 3:46,80 | Virág Szilvia Varga Judit Horváth Janka Bangó Éva Haladás                  | 3:47,08 |
| 4 × 800 m          | Szabó Karolina Kakukk Olga Czene Zsuzsa Váczi Éva Csepel SC                  | 8:43,5  | Horányi Zsuzsa Tóth Mária Melnyik Valéria Petrika Ibolya Nyíregyházi VSSC  | 8:51,3  | Fejjel Péterné Nyitrai Zsuzsa Fazekas Erika Szemes Zsuzsa Diósgyőri VTK    | 8:58,1  |
| 100 m gát          | Siska Xénia Bp. Vasas                                                        | 13,71   | Baranyai Ildikó BEAC                                                       | 13,77   | Balogh Katalin Zalaegerszegi TE                                            | 14,28   |
| 400 m gát          | Gyovai Gertrúd Újpesti DózsaMohácsi Éva Tatabányai Bányász                   | 59,46 m |                                                                            |         | Czene Zsuzsa Csepel SC                                                     | 59,67   |
| magasugrás         | Béla Emese Békéscsabai Előre                                                 | 187 cm  | Mátay Andrea Újpesti Dózsa                                                 | 184 cm  | Juha Olga Bp. Vasas                                                        | 184 cm  |
| távolugrás         | Novobáczky Klára Bp. Építők                                                  | 646 cm  | Fazekas Beáta Bp. Honvéd                                                   | 645 cm  | Vanyek Zsuzsa TFSE                                                         | 632 cm  |
| súlylökés          | Horváth Viktória Haladás                                                     | 17,81 m | Armuth Edit Ferencvárosi TC                                                | 16,46 m | Herth Hajnal Újpesti Dózsa                                                 | 15,73 m |
| diszkoszvetés      | Pallay Sándorné Diósgyőri VTK                                                | 60,62 m | Herczeg Ágnes Bp. Vasas                                                    | 56,66 m | Csőke Katalin Csepel SC                                                    | 56,46 m |
| gerelyhajítás      | Janák Mária Bajai SK                                                         | 58,00 m | Torma Ibolya Pécsi MSC                                                     | 55,68 m | Fekete Viktória Pécsi MSC                                                  | 55,26 m |
| hétpróba           | Vanyek Zsuzsa TFSE                                                           | 5860    | Lájer Klára Bp. Építők                                                     | 5825    | Bebesi Gabriella Videoton                                                  | 5718    |
| mezei futás (4 km) | Schaffner Antónia Soroksári VOSE                                             | 13:47,7 | Koleszár Éva Nyíregyházi VSSC                                              | 13:49,4 | Jankó Ilona Szombathelyi Tanárképző                                        | 13:52,6 |
| csapat mezei futás | Babinyecz Józsefné Szabó Karolina Váczi Éva Csepel SC                        | 36      | Koleszár Éva Tóth Mária Zarnóczai Klára Nyíregyházi VSSC                   | 42      | Schaffner Antónia Völgyi Zsuzsa Surányi Ibolya Soroksári VOSE              | 44      |

### Téli dobóbajnokság
Férfiak
| Versenyszám   | Arany                      | Arany   | Ezüst                       | Ezüst   | Bronz                    | Bronz   |
| ------------- | -------------------------- | ------- | --------------------------- | ------- | ------------------------ | ------- |
| diszkoszvetés | Saskői Alfonz Bp. Vasas    | 54,56 m | Csiszár Ferenc Gödöllői EAC | 53,00 m | Holló Csaba Bp. Honvéd   | 50,16 m |
| kalapácsvetés | Szitás Imre Haladás        | 65,36 m | Vörös Sándor Bp. Honvéd     | 63,90 m | Tánczi Tibor Haladás     | 62,20 m |
| gerelyhajítás | Boros Sándor Újpesti Dózsa | 78,86 m | Bolgár Tamás Szegedi VSE    | 75,76 m | Valkusz Tamás Bp. Építők | 69,78 m |

Nők
| Versenyszám   | Arany                       | Arany   | Ezüst                         | Ezüst   | Bronz                    | Bronz   |
| ------------- | --------------------------- | ------- | ----------------------------- | ------- | ------------------------ | ------- |
| diszkoszvetés | Kripli Márta Bakony Vegyész | 51,10 m | Firnstahl Vera Bp. Építők     | 49,58 m | Szűcs Éva Szegedi VSE    | 44,02 m |
| gerelyhajítás | Vágási Aranka Bp. Építők    | 57,88 m | Malovetz Zsuzsa Újpesti Dózsa | 56,60 m | Hartai Katalin Bp. Vasas | 50,66 m |

## Magyar atlétikai csúcsok
- n. fp. 50 m gát 6.89 ocs. Siska Xénia Vasas Grenoble 2. 21.
- n. 200 m 23.06 ocs. Orosz Irén Újpesti Dózsa Budapest 7. 29.